# 白川花凛
白川 花凛（しらかわ かりん、1993年10月18日 - ）は、日本のライター。元グラビアアイドル。女性アイドルグループ・少女閣下のインターナショナルの元メンバー。旧名義は桐原 沙生、桐原 さあり（きりはら さあり）、白河 花凛。

## 来歴
2008年、ライブアイドルユニット「まいめろぐみ」として初ステージ。
2009年、「アイ☆スタ! セカンドシーズン」（エンタ!371）に出演。ソロの他、アイドルグループ「Tryple」（2010年）、「ホシカゲファクトリー」（2011年）としても活動。
また、秋葉原のメイドカフェ「HEART of HEARTs」に所属、2012年には「第2回秋葉原的萌えクィーンコンテスト」の決勝大会に出場している。
2014年2月、「白河花凛」に改名、フォーシーズンズに所属。
2014年7月から9月にかけて行われた「マシェリバラエティ×つんつべ♂バク音 第5回バクNEWクイーンコンテスト」で1位となり、第5回バクNEWクイーンとなる。
2014年12月、少女閣下のインターナショナル（少ナショ）に加入。個人としてはアイドル横丁夏まつり!!に2015年、2016年と2年連続で水着コラボに出演している。
2015年11月、「白川花凛」に改名。同月フォーシーズンズを卒業。フリーに。
2016年3月、NYプロダクションに所属。
2016年4月、振りコピユニット「かちあげガールズ」を結成。ニコニコ超会議「超まるなげストリート」（4月30日）で「踊ってみた」を実施。
2016年7月、少女閣下のインターナショナル活動休止。休止後はグラビアをメインに、アイドルイベントではかちあげガールズとして活動。また、光文社のスマートフォンサイト「Smart FLASH」などでライターを務める。
2017年3月に工業系の大学を卒業するとともに、同月末で芸能活動を終了することを発表。3月30日の「白川花凛3rdDVD「しらかわさぁ～ん」発売記念ボーナスイベント〜「新卒がアイドルを隠さず就職活動した結果。」〜」（高円寺Pundit'）がアイドルとして最後のイベントとなった。
とはいえ、完全に表舞台から去ったわけではなく、2017年4月5日にリリースされた里咲りさ「S!NG」のミュージック・ビデオに、かつての少ナショのメンバーだった里咲、福円もち（当時・DJ OMOCHI（ライムベリー））、黒石衿花（「立花つむぎ」として「きみとうたたね。」で2017年4月まで活動）とともに出演。同年7月26日には「大竹まこと ゴールデンラジオ!」（文化放送）に里咲、凪原亜季（元WiLL、ふたりオポジット）とともにゲスト出演している。
2018年、夕月未終（ミスiD2018・2019セミファイナリスト）プロデュースによる解散した地下アイドルの楽曲だけを歌唱する地底アイドルグループ「墓嵐」を結成（5月2日の初ライブで解散、改めて「平成墓嵐」を結成）、リーダーに就任。しかし、「平成最後の夏はえっちなお姉さんとしてスプラッシュマウンテンしたい」という理由で6月3日脱退。その後、アイドル横丁夏まつり!!〜2018〜・グラビア横丁（2018年7月7日、横浜赤レンガ広場）や武道館アイドル博2018〜1000人のアイドルと遊ぼう！〜（2018年8月13日、日本武道館）に出演。
2017年から2019年まで、年末にその年グループから卒業、もしくはグループが解散・活動休止したアイドル・元アイドルを集めたトークイベント「白川花凛のゆく年くる年」を主催。2017年は高円寺Pundit'で、2018・2019年は阿佐ヶ谷ロフトAで開催。

## エピソード
特技は素手でリンゴを割ること。NYプロダクションのプロフィールには記載があるが、前事務所ではNGだったらしく、少ナショでのプロフィールでは「素手でリンゴを割る（事務所NG)」と記載されている。ヤングアニマル2016年1月22日号では、素手で割ったりんごを手にしたグラビアが掲載された。

## 作品

### DVD
- かりんとう（スパイスビジュアル、2014年6月27日）
- 大胆女神（QUEEN、2014年9月23日）
- 水玉タレントプロモーション　白河花凛（ジェイ・フォース、2015年8月28日）
- しらかわさ〜ん（オルスタックソフト販売/Fiction、2017年2月25日）

## 出演

### テレビ
- アイ☆スタ!（エンタ!371、2009年1月 - 3月、8月 - 12月）セカンドシーズン、第4シーズン
- つんつべ♂バク音（TOKYO MX、2014年10月9日 - 12月18日）
- 真夜中のニャーゴ（ホウドウキョク24、2015年5月4日、10月26日（電話出演））
- 1億人の大質問！？笑ってコラえて！（日本テレビ、2015年10月22日）
- チャンネル生回転TV Allザップ!（BSスカパー!、2016年1月28日）
- なら≒デキ（テレビ朝日、2016年11月30日）

### ミュージック・ビデオ
- 大森靖子「愛してる.com」[21]、「生kill the time 4 you、、❤」[22]
- ミオヤマザキ「アイドル feat.100人のアイドル」
- 里咲りさ「S!NG」

## 執筆

### ウェブサイト
- 白川花凛 グラドルライターにデビュー！?（2016年、光文社「Smart Flash」）
- 白川花凛は考える「勝負パンツは何と闘っているのか!?」（2016年、光文社「スマートFlash」）
- Rooftop（2018年 - 、ロフトプロジェクト）※ロフト系列で行われるイベントリポートを担当